# Хайнрих XIV фон Вайда
Хайнрих XIV фон Вайда 'Червения' (на немски: Heinrich XIV von Weida „der Rotte“; † между 8 февруари 1387/13 март 1389) от фамилията Ройс е след брат му фогт на Вайда (1367 – 1387/1389) в окръг Грайц в Тюрингия.
Той е вторият син на Хайнрих X фон Вайда († 1363/1366) и втората му съпруга Катарина фон Шьонбург († 1362), сестра на Херман VI фон Шьонбург-Кримитцшау († 1382), дъщеря на Фридрих (Фриц) IV фон Шьонбург-Кримитцшау-Щолберг († сл. 1347 или 1363) и Агнес фон Китлитц († 1369).
Брат е на Хайнрих XIII фон Вайда († 17 юни 1370/1 юни 1373), фогт на Вайда (1363/66 – 1367).

## Фамилия
Хайнрих XIV (XIII) фон Вайда 'Червения' се жени за Маргарета фон Утенхофен († ок. 7 септември 1376). Те имат един син:
- Хайнрих XV/XVI фон Вайда († пр. 23 септември 1404), фогт на Вайда (1387/89 – 1404), женен за Анна фон дер Даме († сл. 1414), дъщеря на Ханс фон дер Даме († 1406) и Анна Берка фон Дуб-Лайпа († сл. 1406); имат четири деца:[2]
  - Хайнрих XVI фон Вайда-Хартенщайн „Стари“ († пр. 3 юни 1454), фогт на Вайда (1404 – 1454), женен пр. 1410 г. за Анна
  - Хайнрих XVIII фон Вайда-Ауербах „Средния“ († пр. 11 септември 1421), фогт на Вайда, женен 1405/1406 г. за Анна фон Ауербах или фон Даме († ок. 3 октомври 1414)
  - Хайнрих XIX фон Вайда († 27 юни 1462), фогт на Вайда (1442 – 1454), господар на Вайда, „Равенщайн“ и „Берга“, женен пр./сл. 21 август 1419 г. за Елизабет фон дер Даме
  - Елизабет († 1404/или сл. 1418) се омъжва за Гебхард фон Кверфурт-Танроде († 30 януари 1418), син на Зигфрид фон Кверфурт-Мюлберг-Кличен († 1396) и Юта фон Бланкенхайн († сл. 1383), сестра на Лудвиг фон Бланкенхайн († сл. 1411).